# بناسائو
بناسائو (به اسپانیایی: Benasau) دهستانی در استان آلیکانتهٔ اسپانیا است.
در این دهستان ۱۹۸ نفر زندگی می‌کنند. مساحت این دهستان ۹٫۰۷ کیلومتر مربع است.